# WASP-107b
WASP-107b är en exoplanet som befinner sig 200 ljusår ifrån jorden i Jungfrun. Den är en gasplanet, och upptäcktes 2017 av D.R. Anderson et al med hjälp av WASP. Helium upptäcktes i dess atmosfären 2018, vilket aldrig tidigare upptäckts i någon exoplanets atmosfär tidigare.

### Fotnoter
1. ↑  D. R. Anderson; et al. (Augusti 2017). ”The discoveries of WASP-91b, WASP-105b and WASP-107b: Two warm Jupiters and a planet in the transition region between ice giants and gas giants”. Astronomy & Astrophysics 604:  sid. A110. doi:10.1051/0004-6361/201730439. https://www.aanda.org/articles/aa/pdf/2017/08/aa30439-17.pdf.
2. ↑  ”Hubble detects helium in the atmosphere of an exoplanet for the first time”. www.spacetelescope.org. 2 maj 2018. https://www.spacetelescope.org/news/heic1809/. Läst 4 maj 2018.
3. ↑  ”Helium Detected in Atmosphere of Exoplanet for First Time”. sci.news. 3 maj 2018. https://www.sci.news/astronomy/wasp-107b-helium-05969.html.